# Largydonnell
Largydonnell is een plaats in het Ierse graafschap County Leitrim.